# Islands Brygge Badminton
Islands Brygge Badminton (IBB) er en dansk badmintonklub beliggende på Islands Brygge i København. Klubben blev stiftet den 3. maj 2012.
| Sport | Spire Denne artikel om sport er en spire som bør udbygges. Du er velkommen til at hjælpe Wikipedia ved at udvide den. |